# Чемпионат мира по стрельбе из лука 2021
51-й чемпионат мира по стрельбе из лука проходил с 19 по 26 сентября 2021 года в американском городе Янктон. На первенстве было разыграно 10 комплектов наград — по 5 в каждом из двух видов лука (олимпийском и блочном).

## Медальный зачёт
| Общее количество медалей                                                                                             | Общее количество медалей | Общее количество медалей | Общее количество медалей | Общее количество медалей | Общее количество медалей |
| --- | ------------------------ | ------------------------ | ------------------------ | ------------------------ | ------------------------ |
| Место | Страна                   | Золото                   | Серебро                  | Бронза                   | Всего                    |
| 1 | Республика Корея         | 5                        | 0                        | 2                        | 7                        |
| 2 | Колумбия                 | 3                        | 0                        | 0                        | 3                        |
| 3 | США                      | 1                        | 2                        | 2                        | 5                        |
| 4 | Австрия                  | 1                        | 0                        | 1                        | 2                        |
| 5 | Индия                    | 0                        | 3                        | 0                        | 3                        |
| 6 | Мексика                  | 0                        | 2                        | 1                        | 3                        |
| 7 | Бразилия                 | 0                        | 1                        | 0                        | 1                        |
| 7 | РФСЛ                     | 0                        | 1                        | 0                        | 1                        |
| 7 | Нидерланды               | 0                        | 1                        | 0                        | 1                        |
| 8 | Китайский Тайбэй         | 0                        | 0                        | 1                        | 1                        |
| 8 | Франция                  | 0                        | 0                        | 1                        | 1                        |
| 8 | Эстония                  | 0                        | 0                        | 1                        | 1                        |
| 8 | Турция                   | 0                        | 0                        | 1                        | 1                        |
| Жирным шрифтом выделено наибольшее количество медалей в своей категории. Цветом перванш выделена принимающая страна. |                          |                          |                          |                          |                          |

## Медалисты

### Олимпийский лук
| Дисциплина                    | Золото                                                   | Серебро                                                | Бронза                                                 |
| Мужчины. Личное первенство    | Ким У Джин · Республика Корея                            | Маркус Д'Алмейда · Бразилия                            | Брейди Эллисон · США                                   |
| Женщины. Личное первенство    | Чан Мин Хи · Республика Корея                            | Кейси Кауфхолд · США                                   | Ан Сан · Республика Корея                              |
| Мужчины. Командное первенство | Республика Корея · Ким У Джин · Ким Дже Док · О Джин Хёк | США · Брейди Эллисон · Джек Уильямс · Мэттью Нофель    | Китайский Тайбэй Вэй Цзюньхэн Юй Гуаньлинь Хун Чжэнхао |
| Женщины. Командное первенство | Республика Корея · Чан Мин Хи · Кан Чхэ Ён · Ан Сан      | Мексика · Ана Васкес · Аида Роман · Алехандра Валенсия | Франция · Лиза Барблен · Каролин Лопес · Мелоди Ришар  |
| Смешанные пары                | Республика Корея · Ан Сан · Ким У Джин                   | РФСЛ Елена Осипова Галсан Базаржапов                   | Турция · Ясемин Анагёз · Мете Газоз                    |

### Блочный лук
| Дисциплина                    | Золото                                                   | Серебро                                                     | Бронза                                                  |
| Мужчины. Личное первенство    | Нико Винер · Австрия                                     | Майк Шлуссер · Нидерланды                                   | Робин Яятма · Эстония                                   |
| Женщины. Личное первенство    | Сара Лопес · Колумбия                                    | Джотхи Суреха Веннам · Индия                                | Андреа Бесерра · Мексика                                |
| Мужчины. Командное первенство | США · Брейден Геллентьен · Джеймс Лутц · Крис Шафф       | Мексика · Мигель Бесерра · Антонио Идальго · Уриэль Ольвера | Австрия · Стефан Хайнц · Михаэль Матцнер · Нико Винер   |
| Женщины. Командное первенство | Колумбия · Сара Лопес · Алехандра Ускьяно · Нора Вальдес | Индия · Прия Гурджар · Мускан Кирар · Джотхи Суреха Веннам  | США · Линда Очоа-Андерсон · Пейдж Пирс · Макина Проктор |
| Смешанные пары                | Колумбия · Сара Лопес · Даниэль Муньос                   | Индия · Абхишек Верма · Джотхи Суреха Веннам                | Республика Корея · Ким Джон Хо · Ким Юн Хи              |